# 1978-as NHL-amatőr draft
Az 1978-as NHL-amatőr draftot a kanadai Montréalban a Queen Elizabeth Hotelben tartották meg 1978. június 15-én. Ez volt az utolsó amatőr draftnak hívott játékosbörze. Ez volt a 16. draft.

## A draft
|  | = NHL All-Star |  |  | = A Jégkorong Hírességek Csarnokának a tagja |

### Első kör
| #  | Játékos          | Poszt       | Nemzetiség | NHL-csapat            | Egyetem/junior/klub csapat          |
| -- | ---------------- | ----------- | ---------- | --------------------- | ----------------------------------- |
| 1  | Bobby Smith      | Center      | Kanada     | Minnesota North Stars | Ottawa 67's (OMJHL)                 |
| 2  | Ryan Walter      | Center      | Kanada     | Washington Capitals   | Seattle Breakers (WCHL)             |
| 3  | Wayne Babych     | Jobb szélső | Kanada     | St. Louis Blues       | Portland Winter Hawks (WCHL)        |
| 4  | Bill Derlago     | Center      | Kanada     | Vancouver Canucks     | Brandon Wheat Kings (WCHL)          |
| 5  | Mike Gillis      | Bal szélső  | Kanada     | Colorado Rockies      | Kingston Canadians (OMJHL)          |
| 6  | Behn Wilson      | Védő        | Kanada     | Philadelphia Flyers   | Kingston Canadians (OMJHL)          |
| 7  | Ken Linseman     | Center      | Kanada     | Philadelphia Flyers   | Birmingham Bulls (WHA)              |
| 8  | Dan Geoffrion    | Jobb szélső | Kanada     | Montréal Canadiens    | Cornwall Royals (QMJHL)             |
| 9  | Willie Huber     | Védő        | Kanada     | Detroit Red Wings     | Hamilton Fincups (OMJHL)            |
| 10 | Tim Higgins      | Jobb szélső | Kanada     | Chicago Black Hawks   | Ottawa 67's (OMJHL)                 |
| 11 | Brad Marsh       | Védő        | Kanada     | Atlanta Flames        | London Knights (OMJHL)              |
| 12 | Brent Peterson   | Center      | Kanada     | Detroit Red wings     | Portland Winter Hawks (WCHL)        |
| 13 | Larry Playfair   | Védő        | Kanada     | Buffalo Sabres        | Portland Winter Hawks (WCHL)        |
| 14 | Danny Lucas      | Jobb szélső | Kanada     | Philadelphia Flyers   | Sault Ste. Marie Greyhounds (OMJHL) |
| 15 | Steve Tambellini | Center      | Kanada     | New York Islanders    | Lethbridge Broncos (WCHL)           |
| 16 | Al Secord        | Bal szélső  | Kanada     | Boston Bruins         | Hamilton Fincups (OMJHL)            |
| 17 | Dave Hunter      | Bal szélső  | Kanada     | Montréal Canadiens    | Sudbury Wolves (OMJHL)              |
| 18 | Tim Coulis       | Bal szélső  | Kanada     | Washington Capitals   | Hamilton Fincups (OMJHL)            |
|    |                  |             |            |                       |                                     |

### Második kör
| #  | Játékos           | Poszt       | Nemzetiség                | NHL-csapat            | Egyetem/junior/klub csapat     |
| -- | ----------------- | ----------- | ------------------------- | --------------------- | ------------------------------ |
| 19 | Steve Payne       | Bal szélső  | Kanada                    | Minnesota North Stars | Ottawa 67's (OMJHL)            |
| 20 | Paul Mulvey       | Bal szélső  | Kanada                    | Washington Capitals   | Portland Winter Hawks (WCHL)   |
| 21 | Joel Quenneville  | Védő        | Kanada                    | Toronto Maple Leafs   | Windsor Spitfires (OMJHL)      |
| 22 | Curt Fraser       | Bal szélső  | Amerikai Egyesült Államok | Vancouver Canucks     | Victoria Cougars (WCHL)        |
| 23 | Paul MacKinnon    | Védő        | Kanada                    | Washington Capitals   | Peterborough Petes (OMJHL)     |
| 24 | Steve Christoff   | Center      | Amerikai Egyesült Államok | Minnesota North Stars | University of Minnesota (WCHA) |
| 25 | Mike Meeker       | Center      | Kanada                    | Pittsburgh Penguins   | Peterborough Petes (OMJHL)     |
| 26 | Don Maloney       | Bal szélső  | Kanada                    | New York Rangers      | Kitchener Rangers (OMJHL)      |
| 27 | Merlin Malinowski | Center      | Kanada                    | Colorado Rockies      | Medicine Hat Tigers (WCHL)     |
| 28 | Glenn Hicks       | Bal szélső  | Kanada                    | Detroit Red wings     | Flin Flon Bombers (WCHL)       |
| 29 | Doug Lecuyer      | Bal szélső  | Kanada                    | Chicago Black Hawks   | Portland Winter Hawks (WCHL)   |
| 30 | Dale Yakiwchuk    | Center      | Kanada                    | Montréal Canadiens    | Portland Winter Hawks (WCHL)   |
| 31 | Al Jensen         | Kapus       | Kanada                    | Detroit Red wings     | Hamilton Fincups (OMJHL)       |
| 32 | Tony McKegney     | Bal szélső  | Kanada                    | Buffalo Sabres        | Kingston Canadians (OMJHL)     |
| 33 | Mike Simurda      | Jobb szélső | Kanada                    | Philadelphia Flyers   | Kingston Canadians (OMJHL)     |
| 34 | Randy Johnston    | Védő        | Kanada                    | New York Islanders    | Peterborough Petes (OMJHL)     |
| 35 | Graeme Nicolson   | Védő        | Kanada                    | Boston Bruins         | Cornwall Royals (QMJHL)        |
| 36 | Ron Carter        | Jobb szélső | Kanada                    | Montréal Canadiens    | Sherbrooke Beavers (QMJHL)     |
|    |                   |             |                           |                       |                                |

### Harmadik kör
| #  | Játékos           | Poszt       | Nemzetiség                | NHL-csapat          | Egyetem/junior/klub csapat               |
| -- | ----------------- | ----------- | ------------------------- | ------------------- | ---------------------------------------- |
| 37 | Gord Salt         | Jobb szélső | Kanada                    | Philadelphia Flyers | Michigan Technological University (WCHA) |
| 38 | Glen Currie       | Center      | Kanada                    | Washington Capitals | Laval National (QMJHL)                   |
| 39 | Steve Harrison    | Védő        | Kanada                    | St. Louis Blues     | Toronto Marlboros (OMJHL)                |
| 40 | Stan Smyl         | Jobb szélső | Kanada                    | Vancouver Canucks   | New Westminster Bruins (WCHL)            |
| 41 | Paul Messier      | Center      | Kanada                    | Colorado Rockies    | University of Denver (WCHA)              |
| 42 | Richard David     | Bal szélső  | Kanada                    | Montréal Canadiens  | Trois-Rivières Draveurs (QMJHL)          |
| 43 | Ray Markham       | Center      | Kanada                    | New York Rangers    | Flin Flon Bombers (WCHL)                 |
| 44 | Dean Turner       | Védő        | Amerikai Egyesült Államok | New York Rangers    | University of Michigan (WCHA)            |
| 45 | Jay Johnston      | Védő        | Kanada                    | Washington Capitals | Hamilton Fincups (OMJHL)                 |
| 46 | Rick Paterson     | Center      | Kanada                    | Chicago Black Hawks | Cornwall Royals (QMJHL)                  |
| 47 | Tim Bernhardt     | Kapus       | Kanada                    | Atlanta Flames      | Cornwall Royals (QMJHL)                  |
| 48 | Mark Kirton       | Center      | Kanada                    | Toronto Maple Leafs | Peterborough Petes (OMJHL)               |
| 49 | Rob McClanahan    | Center      | Amerikai Egyesült Államok | Buffalo Sabres      | University of Minnesota (WCHA)           |
| 50 | Glen Cochrane     | Védő        | Kanada                    | Philadelphia Flyers | Victoria Cougars (WCHL)                  |
| 51 | Dwayne Lowdermilk | Védő        | Kanada                    | New York Islanders  | Seattle Breakers (WCHL)                  |
| 52 | Brad Knelson      | Védő        | Kanada                    | Boston Bruins       | Lethbridge Broncos (WCHL)                |
| 53 | Doug Derkson      | Center      | Kanada                    | Detroit Red wings   | New Westminster Bruins (WCHL)            |
|    |                   |             |                           |                     |                                          |

### Negyedik kör
| #  | Játékos              | Poszt       | Nemzetiség                | NHL-csapat            | Egyetem/junior/klub csapat            |
| -- | -------------------- | ----------- | ------------------------- | --------------------- | ------------------------------------- |
| 54 | Curt Giles           | Védő        | Kanada                    | Minnesota North Stars | University of Minnesota-Duluth (WCHA) |
| 55 | Bengt-Åke Gustafsson | Jobb szélső | Svédország                | Washington Capitals   | Färjestads BK (Elitserien)            |
| 56 | Harald Lückner       | Center      | Svédország                | Vancouver Canucks     | Färjestads BK (Elitserien)            |
| 57 | Brad Smith           | Jobb szélső | Kanada                    | Vancouver Canucks     | Sudbury Wolves (OMJHL)                |
| 58 | Dave Watson          | Bal szélső  | Kanada                    | Colorado Rockies      | Sault Ste. Marie Greyhounds (OMJHL)   |
| 59 | Dave Silk            | Jobb szélső | Amerikai Egyesült Államok | New York Rangers      | Bostoni Egyetem (ECAC)                |
| 60 | André Doré           | Védő        | Kanada                    | New York Rangers      | Quebec Remparts (QMJHL)               |
| 61 | Shane Pearsall       | Bal szélső  | Kanada                    | Pittsburgh Penguins   | Ottawa 67's (OMJHL)                   |
| 62 | Bjørn Skaare         | Center      | Norvégia                  | Detroit Red wings     | Ottawa 67's (OMJHL)                   |
| 63 | Brian Young          | Védő        | Kanada                    | Chicago Black Hawks   | New Westminster Bruins (WCHL)         |
| 64 | Jim MacRae           | Bal szélső  | Kanada                    | Atlanta Flames        | London Knights (OMJHL)                |
| 65 | Bob Parent           | Kapus       | Kanada                    | Toronto Maple Leafs   | Kitchener Rangers (OMJHL)             |
| 66 | Mike Gazdic          | Védő        | Kanada                    | Buffalo Sabres        | Sudbury Wolves (OMJHL)                |
| 67 | Russ Wilderman       | Center      | Kanada                    | Philadelphia Flyers   | Seattle Breakers (WCHL)               |
| 68 | George Buat          | Jobb szélső | Kanada                    | Boston Bruins         | Seattle Breakers (WCHL)               |
| 69 | Kevin Reeves         | Center      | Kanada                    | Montréal Canadiens    | Montréal Juniors (QMJHL)              |
|    |                      |             |                           |                       |                                       |

### Ötödik kör
| #  | Játékos           | Poszt       | Nemzetiség                | NHL-csapat            | Egyetem/junior/klub csapat               |
| -- | ----------------- | ----------- | ------------------------- | --------------------- | ---------------------------------------- |
| 70 | Roy Kerling       | Bal szélső  | Kanada                    | Minnesota North Stars | Cornell Egyetem (ECAC)                   |
| 71 | Lou Franceschetti | Bal szélső  | Kanada                    | Washington Capitals   | Niagara Falls Flyers (OMJHL)             |
| 72 | Kevin Willison    | Védő        | Kanada                    | St. Louis             | Billings Bighorns (WCHL)                 |
| 73 | Tim Thomlinson    | Kapus       | Kanada                    | Colorado Rockies      | Billings Bighorns (WCHL)                 |
| 74 | Rod Guimont       | Jobb szélső | Kanada                    | Colorado Rockies      | Lethbridge Broncos (WCHL)                |
| 75 | Rob Garner        | Center      | Kanada                    | Pittsburgh Penguins   | Toronto Marlboros (OMJHL)                |
| 76 | Mike McDougal     | Bal szélső  | Amerikai Egyesült Államok | New York Rangers      | Port Huron Flags (IHL)                   |
| 77 | Paul Mancini      | Bal szélső  | Kanada                    | Los Angeles Kings     | Sault Ste. Marie Greyhounds (OMJHL)      |
| 78 | Ted Nolan         | Center      | Kanada                    | Detroit Red wings     | Toronto Marlboros (OMJHL)                |
| 79 | Mark Murphy       | Bal szélső  | Kanada                    | Chicago Black Hawks   | Sault Ste. Marie Greyhounds (OMJHL)      |
| 80 | Gord Wappel       | Védő        | Kanada                    | Atlanta Flames        | Regina Pats (WCHL)                       |
| 81 | Jordy Douglas     | Bal szélső  | Kanada                    | Toronto Maple Leafs   | Flin Flon Bombers (WCHL)                 |
| 82 | Randy Ireland     | Kapus       | Kanada                    | Buffalo Sabres        | Flint Generals (IHL)                     |
| 83 | Brad Tamblyn      | Védő        | Kanada                    | Philadelphia Flyers   | Toronto Marlboros (OUAA)                 |
| 84 | Greg Hay          | Bal szélső  | Amerikai Egyesült Államok | New York Islanders    | Michigan Technological University (WCHA) |
| 85 | Daryl MacLeod     | Bal szélső  | Amerikai Egyesült Államok | Boston Bruins         | Bostoni Egyetem (ECAC)                   |
| 86 | Mike Boyd         | Védő        | Kanada                    | Montréal Canadiens    | Sault Ste. Marie Greyhounds (OMJHL)      |
|    |                   |             |                           |                       |                                          |

### Hatodik kör
| #   | Játékos          | Poszt       | Nemzetiség                | NHL-csapat            | Egyetem/junior/klub csapat          |
| --- | ---------------- | ----------- | ------------------------- | --------------------- | ----------------------------------- |
| 87  | Bob Bergloff     | Védő        | Amerikai Egyesült Államok | Minnesota North Stars | University of Minnesota (WCHA)      |
| 88  | Vince Magnan     | Bal szélső  | Kanada                    | Washington Capitals   | University of Denver (WCHA)         |
| 89  | Jim Nill         | Jobb szélső | Kanada                    | St. Louis Blues       | Medicine Hat Tigers (WCHL)          |
| 90  | Gerry Minor      | Center      | Kanada                    | Vancouver Canucks     | Regina Pats (WCHL)                  |
| 91  | John Hynes       | Kapus       | Amerikai Egyesült Államok | Colorado Rockies      | Harvard Egyetem (ECAC)              |
| 92  | Mel Hewitt       | Védő        | Kanada                    | Toronto Maple Leafs   | Calgary Wranglers (WCHL)            |
| 93  | Tom Laidlaw      | Védő        | Kanada                    | New York Rangers      | Northern Michigan University (CCHA) |
| 94  | Doug Keans       | Kapus       | Kanada                    | Los Angeles Kings     | Oshawa Generals (OMJHL)             |
| 95  | Sylvain Locas    | Center      | Kanada                    | Detroit Red wings     | Sherbrooke Beavers (QMJHL)          |
| 96  | Dave Feamster    | Védő        | Amerikai Egyesült Államok | Chicago Black Hawks   | Colorado College (WCHA)             |
| 97  | Greg Meredith    | Jobb szélső | Kanada                    | Atlanta Flames        | Notre Dame Egyetem (WCHA)           |
| 98  | Normand Lefebvre | Jobb szélső | Kanada                    | Toronto Maple Leafs   | Trois-Rivières Draveurs (QMJHL)     |
| 99  | Cam MacGregor    | Bal szélső  | Kanada                    | Buffalo Sabres        | Cornwall Royals (QMJHL)             |
| 100 | Mark Taylor      | Center      | Kanada                    | Philadelphia Flyers   | University of North Dakota (WCHA)   |
| 101 | Kelly Davis      | Védő        | Kanada                    | New York Islanders    | Flin Flon Bombers (WCHL)            |
| 102 | Jeff Brubaker    | Bal szélső  | Amerikai Egyesült Államok | Boston Bruins         | Peterborough Petes (OMJHL)          |
| 103 | Keith Acton      | Center      | Kanada                    | Montréal Canadiens    | Peterborough Petes (OMJHL)          |
|     |                  |             |                           |                       |                                     |

### Hetedik kör
| #   | Játékos        | Poszt       | Nemzetiség                | NHL-csapat            | Egyetem/junior/klub csapat            |
| --- | -------------- | ----------- | ------------------------- | --------------------- | ------------------------------------- |
| 104 | Kim Spencer    | Védő        | Kanada                    | Minnesota North Stars | Victoria Cougars (WCHL)               |
| 105 | Mats Hallin    | Bal szélső  | Svédország                | Washington Capitals   | Södertalje SK (Elitserien)            |
| 106 | Steve Stockman | Center      | Kanada                    | St. Louis Blues       | Cornwall Royals (QMJHL)               |
| 107 | Dave Ross      | Bal szélső  | Kanada                    | Vancouver Canucks     | Portland Winter Hawks (WCHL)          |
| 108 | Andy Clark     | Védő        | Kanada                    | Colorado Rockies      | Lake Superior State University (CCHA) |
| 109 | Paul MacLean   | Jobb szélső | Kanada                    | St. Louis Blues       | Hull Olympiques (QMJHL)               |
| 110 | Dan Clark      | Védő        | Kanada                    | New York Rangers      | Milwaukee Admirals (IHL)              |
| 111 | Don Waddell    | Védő        | Amerikai Egyesült Államok | Los Angeles Kings     | Northern Michigan University (CCHA)   |
| 112 | Wes George     | Bal szélső  | Kanada                    | Detroit Red wings     | Saskatoon Blades (WCHL)               |
| 113 | Dave Mancuso   | Védő        | Kanada                    | Chicago Black Hawks   | Windsor Spitfires (OMJHL)             |
| 114 | Dave Hindmarch | Jobb szélső | Kanada                    | Atlanta Flames        | University of Alberta (CWUAA)         |
| 115 | John Scammell  | Védő        | Kanada                    | Toronto Maple Leafs   | Lethbridge Broncos (WCHL)             |
| 116 | Dan Eastman    | Center      | Kanada                    | Buffalo Sabres        | Saginaw Gears (IHL)                   |
| 117 | Mike Ewanouski | Jobb szélső | Amerikai Egyesült Államok | Philadelphia Flyers   | Boston College (ECAC)                 |
| 118 | Richard Pepin  | Bal szélső  | Kanada                    | New York Islanders    | Laval National (QMJHL)                |
| 119 | Murray Skinner | Kapus       | Kanada                    | Boston Bruins         | Lake Superior State University (CCHA) |
| 120 | Jim Lawson     | Jobb szélső | Kanada                    | Montréal Canadiens    | Brown Egyetem (ECAC)                  |
|     |                |             |                           |                       |                                       |

### Nyolcadik kör
| #   | Játékos        | Poszt       | Nemzetiség                | NHL-csapat            | Egyetem/junior/klub csapat                |
| --- | -------------- | ----------- | ------------------------- | --------------------- | ----------------------------------------- |
| 121 | Mike Cotter    | Védő        | Kanada                    | Minnesota North Stars | Bowling Green State University (CCHA)     |
| 122 | Rich Sirois    | Kapus       | Kanada                    | Washington Capitals   | Milwaukee Admirals (IHL)                  |
| 123 | Denis Houle    | Jobb szélső | Kanada                    | St. Louis Blues       | Hamilton Fincups (OMJHL)                  |
| 124 | Steve O'Neill  | Bal szélső  | Amerikai Egyesült Államok | Vancouver Canucks     | Providence College (ECAC))                |
| 125 | John Olver     | Jobb szélső | Kanada                    | Colorado Rockies      | University of Michigan (WCHA)             |
| 126 | Jerry Price    | Kapus       | Kanada                    | Philadelphia Flyers   | Portland Winter Hawks (WCHL)              |
| 127 | Greg Kostenko  | Védő        | Kanada                    | New York Rangers      | Ohio State University (CCHA)              |
| 128 | Rob Mierkalns  | Center      | Kanada                    | Los Angeles Kings     | Hamilton Fincups (OMJHL)                  |
| 129 | John Barrett   | Védő        | Kanada                    | Detroit Red wings     | Windsor Spitfires (OMJHL)                 |
| 130 | Sandy Ross     | Védő        | Kanada                    | Chicago Black Hawks   | Colgate University (ECAC)                 |
| 131 | Dave Morrison  | Jobb szélső | Kanada                    | Atlanta Flames        | Calgary Wranglers (WCHL)                  |
| 132 | Kevin Reinhart | Védő        | Kanada                    | Toronto Maple Leafs   | Kitchener Rangers (OMJHL)                 |
| 133 | Eric Strobel   | Center      | Amerikai Egyesült Államok | Buffalo Sabres        | University of Minnesota (WCHA)            |
| 134 | Darre Switzer  | Center      | Kanada                    | Philadelphia Flyers   | Medicine Hat Tigers (WCHL)                |
| 135 | Dave Cameron   | Center      | Kanada                    | New York Islanders    | University of Prince Edward Island (AUAA) |
| 136 | Bobby Hehir    | Center      | Amerikai Egyesült Államok | Boston Bruins         | Boston College (ECAC)                     |
| 137 | Larry Landon   | Jobb szélső | Kanada                    | Montréal Canadiens    | Rensselaer Polytechnic Institute (ECAC)   |
|     |                |             |                           |                       |                                           |

### Kilencedik kör
| #   | Játékos            | Poszt       | Nemzetiség                | NHL-csapat            | Egyetem/junior/klub csapat         |
| --- | ------------------ | ----------- | ------------------------- | --------------------- | ---------------------------------- |
| 138 | Brent Gogol        | Jobb szélső | Kanada                    | Minnesota North Stars | Billings Bighorns (WCHL)           |
| 139 | Denis Pomerleau    | Jobb szélső | Kanada                    | Washington Capitals   | Trois Rivieres Draveurs (QMJHL)    |
| 140 | Tony Meagher       | Jobb szélső | Kanada                    | St. Louis Blues       | Boston University (ECAC)           |
| 141 | Charlie Antetomaso | Védő        | Amerikai Egyesült Államok | Vancouver Canucks     | Boston College (ECAC)              |
| 142 | Kevin Krook        | Védő        | Kanada                    | Colorado Rockies      | Regina Pats (WCHL)                 |
| 143 | Rick Simpson       | Jobb szélső | Kanada                    | St. Louis Blues       | Medicine Hat Tigers (WCHL)         |
| 144 | Brian McDavid      | Védő        | Kanada                    | New York Rangers      | Kitchener Rangers (OMJHL)          |
| 145 | Rick Scully        | Bal szélső  | Kanada                    | Los Angeles Kings     | Brown University (ECAC)            |
| 146 | Jim Malazdrewicz   | Bal szélső  | Kanada                    | Detroit Red wings     | St. Boniface Saints (MJHL)         |
| 147 | Mark Locken        | Kapus       | Kanada                    | Chicago Black Hawks   | Niagara Falls Flyers (OMJHL)       |
| 148 | Doug Todd          | Jobb szélső | Kanada                    | Atlanta Flames        | University of Michigan (WCHA)      |
| 149 | Mike Waghorne      | Védő        | Amerikai Egyesült Államok | Toronto Maple Leafs   | University of New Hampshire (ECAC) |
| 150 | Eugene O'Sullivan  | Center      | Kanada                    | Buffalo Sabres        | Calgary Wranglers (WCHL)           |
| 151 | Greg Francis       | Védő        | Kanada                    | Philadelphia Flyers   | St. Lawrence University (ECAC)     |
| 152 | Paul Joswiak       | Kapus       | Amerikai Egyesült Államok | New York Islanders    | University of Minnesota (WCHA)     |
| 153 | Craig MacTavish    | Center      | Kanada                    | Boston Bruins         | University of Lowell (ECAC D-II)   |
| 154 | Kevin Constantine  | Kapus       | Amerikai Egyesült Államok | Montréal Canadiens    | RPI (ECAC)                         |
|     |                    |             |                           |                       |                                    |

### Tizedik kör
| #   | Játékos         | Poszt       | Nemzetiség                | NHL-csapat            | Egyetem/junior/klub csapat            |
| --- | --------------- | ----------- | ------------------------- | --------------------- | ------------------------------------- |
| 155 | Mike Seide      | Bal szélső  | Amerikai Egyesült Államok | Minnesota North Stars | Bloomington Junior Stars (USHL)       |
| 156 | Barry Heard     | Kapus       | Kanada                    | Washington Capitals   | London Knights (OMJHL)                |
| 157 | Jim Lockhurst   | Kapus       | Kanada                    | St. Louis Blues       | Kingston Canadians (OMJHL)            |
| 158 | Richard Martens | Kapus       | Kanada                    | Vancouver Canucks     | New Westminster Bruins (WCHL)         |
| 159 | Jeff Jensen     | Bal szélső  | Amerikai Egyesült Államok | Colorado Rockies      | Lake Superior State University (CCHA) |
| 160 | Bob Froese      | Kapus       | Kanada                    | St. Louis Blues       | Niagara Falls Flyers (OMJHL)          |
| 161 | Mark Rodrigues  | Kapus       | Amerikai Egyesült Államok | New York Rangers      | Yale Egyetem (ECAC)                   |
| 162 | Brad Thiessen   | Center      | Kanada                    | Los Angeles Kings     | Toronto Marlboros (OMJHL)             |
| 163 | Geoff Shaw      | Jobb szélső | Kanada                    | Detroit Red wings     | Hamilton Fincups (OMJHL)              |
| 164 | Glenn Van       | Védő        | Amerikai Egyesült Államok | Chicago Black Hawks   | Colorado College (WCHA)               |
| 165 | Mark Green      | Center      | Amerikai Egyesült Államok | Atlanta Flames        | Sherbrooke Beavers (QMJHL)            |
| 166 | Laurie Cuvelier | Védő        | Kanada                    | Toronto Maple Leafs   | St. Francis Xavier University (AUAA)  |
| 167 | Rick Berard     | Védő        | Kanada                    | Philadelphia Flyers   | St. Mary's University (AUAA)          |
| 168 | Don Lucia       | Védő        | Amerikai Egyesült Államok | Philadelphia Flyers   | Notre Dame (WCHA)                     |
| 169 | Scott Cameron   | Védő        | Kanada                    | New York Islanders    | Notre Dame (NCWCHAAA)                 |
| 170 | Dan Lerg        | Center      | Amerikai Egyesült Államok | St. Louis Blues       | University of Michigan (WCHA)         |
| 171 | John Swan       | Center      | Kanada                    | Montréal Canadiens    | McGill University (OUAA)              |
|     |                 |             |                           |                       |                                       |

### Tizenegyedik kör
| #   | Játékos              | Poszt       | Nemzetiség                | NHL-csapat          | Egyetem/junior/klub csapat          |
| --- | -------------------- | ----------- | ------------------------- | ------------------- | ----------------------------------- |
| 172 | Mark Toffolo         | Védő        | Amerikai Egyesült Államok | Washington Capitals | Port Huron Flags (IHL)              |
| 173 | Risto Siltanen       | Védő        | Finnország                | St. Louis Blues     | Ilves (SM-liiga)                    |
| 174 | Bo Ericson           | Védő        | Svédország                | Colorado Rockies    | AIK Hockey (HockeyAllsvenskan)      |
| 175 | Dan Hermansson       | Bal szélső  | Svédország                | St. Louis Blues     | BIK Karlskoga (HockeyAllsvenskan)   |
| 176 | Steve Weeks          | Kapus       | Kanada                    | New York Rangers    | Northern Michigan University (CCHA) |
| 177 | Jim Armstrong        | Bal szélső  | Amerikai Egyesült Államok | Los Angeles Kings   | Clarkson University (ECAC)          |
| 178 | Carl Van Harrewyn    | Védő        | Kanada                    | Detroit Red wings   | New Westminster Bruins (WCHL)       |
| 179 | Darryl Sutter        | Bal szélső  | Kanada                    | Chicago Black Hawks | Lethbridge Broncos (WCHL)           |
| 180 | Bob Sullivan         | Bal szélső  | Kanada                    | Atlanta Flames      | Toledo Goaldiggers (IHL)            |
| 181 | Jean-François Boutin | Bal szélső  | Kanada                    | St. Louis Blues     | Verdun Black Hawks (QMJHL)          |
| 182 | Mark Berge           | Védő        | Amerikai Egyesült Államok | Philadelphia Flyers | University of North Dakota (WCHA)   |
| 183 | Ken Moore            | Kapus       | Amerikai Egyesült Államok | Philadelphia Flyers | Clarkson University (ECAC)          |
| 184 | Christer Lowdahl     | Center      | Svédország                | New York Islanders  | Örebro IK (Elitserrien)             |
| 185 | John Sullivan        | Jobb szélső | Amerikai Egyesült Államok | St. Louis Blues     | Providence College (ECAC)           |
| 186 | Daniel Metivier      | Jobb szélső | Kanada                    | Montréal Canadiens  | Hull Olympiques (QMJHL)             |
|     |                      |             |                           |                     |                                     |

### Tizenkettedik kör
| #   | Játékos               | Poszt       | Nemzetiség                | NHL-csapat          | Egyetem/junior/klub csapat                   |
| --- | --------------------- | ----------- | ------------------------- | ------------------- | -------------------------------------------- |
| 187 | Paul Hogan            | Bal szélső  | Kanada                    | Washington Capitals | Regina Pats (WCHL)                           |
| 188 | Serge Menard          | Jobb szélső | Kanada                    | St. Louis Blues     | Montréal Juniors (QMJHL)                     |
| 189 | Steve Barger          | Jobb szélső | Amerikai Egyesült Államok | Washington Capitals | Boston College (ECAC)                        |
| 190 | Jari Viitala          | Center      | Finnország                | Colorado Rockies    | Ilves (SM-liiga)                             |
| 191 | Don Boyd              | Védő        | Kanada                    | St. Louis Blues     | R.P.I. (ECAC)                                |
| 192 | Pierre Daigneault     | Bal szélső  | Kanada                    | New York Rangers    | St. Laurent College (CIAU)                   |
| 193 | Claude Larochelle     | Center      | Kanada                    | Los Angeles Kings   | Hull Olympiques (QMJHL)                      |
| 194 | Ladislav Svozil       | Bal szélső  | Csehszlovákia             | Detroit Red wings   | HC Vitkovice (Československá hokejová liga)  |
| 195 | Jim Olson             | Center      | Amerikai Egyesült Államok | Philadelphia Flyers | St. Paul Vulcans (USHL)                      |
| 196 | Bernhard Englbrecht   | Kapus       | NSZK                      | Atlanta Flames      | Landshut EV (Bundesliga)                     |
| 197 | Paul Stasiuk          | Bal szélső  | Kanada                    | St. Louis Blues     | Providence College (ECAC)                    |
| 198 | Anton Šťastný         | Bal szélső  | Csehszlovákia             | Philadelphia Flyers | HC Bratislava (Československá hokejová liga) |
| 199 | Gunnar Persson        | Védő        | Svédország                | New York Islanders  | Brynäs IF (Elitserien)                       |
| 200 | Gerd Truntschka       | Center      | NSZK                      | St. Louis Blues     | Köln (Bundesliga)                            |
| 201 | Vjacseszlav Fetyiszov | Védő        | Szovjetunió               | Montréal Canadiens  | HC CSKA Moszkva (Szovjet Liga)               |
|     |                       |             |                           |                     |                                              |

### Tizenharmadik kör
| #   | Játékos          | Poszt       | Nemzetiség                | NHL-csapat          | Egyetem/junior/klub csapat    |
| --- | ---------------- | ----------- | ------------------------- | ------------------- | ----------------------------- |
| 202 | Rod Pacholzuk    | Védő        | Kanada                    | Washington Capitals | University of Michigan (WCHA) |
| 203 | Viktor Shurdiuk  | Jobb szélső | Szovjetunió               | St. Louis Blues     | Leningrad (Szovjet Liga)      |
| 204 | Ulf Zetterström  | Bal szélső  | Svédország                | Colorado Rockies    | Kiruna (Elitserien)           |
| 205 | Carl Bloomberg   | Kapus       | Amerikai Egyesült Államok | St. Louis Blues     | St. Louis University (CCHA)   |
| 206 | Chris McLaughlin | Védő        | Amerikai Egyesült Államok | New York Rangers    | Dartmouth College (ECAC)      |
| 207 | Terry Kitching   | Bal szélső  | Kanada                    | St. Louis Blues     | St. Louis University (CCHA)   |
| 208 | Tom Bailey       | Jobb szélső | Kanada                    | Detroit Red wings   | Kingston Canadians (OMJHL)    |
| 209 | Brian O'Connor   | Védő        | Amerikai Egyesült Államok | St. Louis Blues     | Boston University (ECAC)      |
| 210 | Brian Crombeen   | Védő        | Kanada                    | St. Louis Blues     | Kingston Canadians (OMJHL)    |
| 211 | Mike Pidgeon     | Center      | Kanada                    | St. Louis Blues     | Oshawa Generals (OMJHL)       |
| 212 | Jeff Mars        | Jobb szélső | Amerikai Egyesült Államok | Montréal Canadiens  | University of Michigan (WCHA) |
|     |                  |             |                           |                     |                               |

### Tizennegyedik kör
| #   | Játékos         | Poszt       | Nemzetiség                | NHL-csapat          | Egyetem/junior/klub csapat          |
| --- | --------------- | ----------- | ------------------------- | ------------------- | ----------------------------------- |
| 213 | Wes Jarvis      | Center      | Kanada                    | Washington Capitals | Windsor Spitfires (OMJHL)           |
| 214 | John Cochrane   | Jobb szélső | Amerikai Egyesült Államok | St. Louis Blues     | Harvard Egyetem (ECAC)              |
| 215 | Ray Irwin       | Védő        | Kanada                    | Washington Capitals | Oshawa Generals (OMJHL)             |
| 216 | Joe Casey       | Védő        | Amerikai Egyesült Államok | St. Louis Blues     | Boston College (ECAC)               |
| 217 | Todd Johnson    | Center      | Amerikai Egyesült Államok | New York Rangers    | Bostoni Egyetem (ECAC)              |
| 218 | Jim Farrell     | Center      | Amerikai Egyesült Államok | St. Louis Blues     | Princetoni Egyetem (ECAC)           |
| 219 | Larry Lozinski  | Kapus       | Kanada                    | Detroit Red wings   | Flin Flon Bombers (WCHL)            |
| 220 | Frank Johnson   | Védő        | Amerikai Egyesült Államok | St. Louis Blues     | Providence College (ECAC)           |
| 221 | Blair Wheeler   | Védő        | Kanada                    | St. Louis Blues     | Yale Egyetem (ECAC)                 |
| 222 | Greg Tignanelli | Bal szélső  | Amerikai Egyesült Államok | Montréal Canadiens  | Northern Michigan University (CCHA) |
|     |                 |             |                           |                     |                                     |

### Tizenötödik kör
| #   | Játékos         | Poszt      | Nemzetiség | NHL-csapat         | Egyetem/junior/klub csapat     |
| --- | --------------- | ---------- | ---------- | ------------------ | ------------------------------ |
| 223 | Dan McCarthy    | Center     | Kanada     | New York Rangers   | Sudbury Wolves (OMJHA)         |
| 224 | andy Betty      | Bal szélső | Kanada     | Detroit Red wings  | New Westminster Bruins (WCHL)  |
| 225 | George Goulakos | Bal szélső | Kanada     | Montréal Canadiens | St. Lawrence University (ECAC) |
|     |                 |            |            |                    |                                |

### Tizenhatodik kör
| #   | Játékos       | Poszt       | Nemzetiség | NHL-csapat         | Egyetem/junior/klub csapat     |
| --- | ------------- | ----------- | ---------- | ------------------ | ------------------------------ |
| 226 | Brian Crawley | Védő        | Kanada     | Detroit Red wings  | St. Lawrence University (ECAC) |
| 227 | Ken Moodie    | Jobb szélső | Kanada     | Montréal Canadiens | Colgate University (ECAC)      |
|     |               |             |            |                    |                                |

### Tizenhetedik kör
| #   | Játékos       | Poszt  | Nemzetiség | NHL-csapat         | Egyetem/junior/klub csapat   |
| --- | ------------- | ------ | ---------- | ------------------ | ---------------------------- |
| 228 | Doug Feasby   | Center | Kanada     | Detroit Red wings  | Toronto Marlboros (OMJHL)    |
| 229 | Serge Leblanc | Védő   | Kanada     | Montréal Canadiens | University of Vermont (ECAC) |
|     |               |        |            |                    |                              |

### Tizennyolcadik kör
| #   | Játékos      | Poszt  | Nemzetiség                | NHL-csapat         | Egyetem/junior/klub csapat    |
| --- | ------------ | ------ | ------------------------- | ------------------ | ----------------------------- |
| 230 | Bob Magnuson | Center | Amerikai Egyesült Államok | Montréal Canadiens | Merrimack College (ECAC D-II) |
|     |              |        |                           |                    |                               |

### Tizenkilencedik kör
| #   | Játékos     | Poszt       | Nemzetiség                | NHL-csapat         | Egyetem/junior/klub csapat     |
| --- | ----------- | ----------- | ------------------------- | ------------------ | ------------------------------ |
| 231 | Chris Nilan | Jobb szélső | Amerikai Egyesült Államok | Montréal Canadiens | Northeastern University (ECAC) |
|     |             |             |                           |                    |                                |

### Huszadik kör
| #   | Játékos     | Poszt | Nemzetiség | NHL-csapat         | Egyetem/junior/klub csapat     |
| --- | ----------- | ----- | ---------- | ------------------ | ------------------------------ |
| 232 | Rick Wilson | Kapus | Kanada     | Montréal Canadiens | St. Lawrence University (ECAC) |
|     |             |       |            |                    |                                |

### Huszonegyedik kör
| #   | Játékos        | Poszt       | Nemzetiség | NHL-csapat         | Egyetem/junior/klub csapat    |
| --- | -------------- | ----------- | ---------- | ------------------ | ----------------------------- |
| 233 | Louis Sleigher | Jobb szélső | Kanada     | Montréal Canadiens | Chicoutimi Sagueneens (QMJHL) |
|     |                |             |            |                    |                               |

### Huszonkettedik kör
| #   | Játékos      | Poszt       | Nemzetiség | NHL-csapat         | Egyetem/junior/klub csapat |
| --- | ------------ | ----------- | ---------- | ------------------ | -------------------------- |
| 234 | Douglas Robb | Jobb szélső | Kanada     | Montréal Canadiens | Billings Bighorns (WCHL)   |
|     |              |             |            |                    |                            |